# سیمون بونالومی
سیمون بونالومی (انگلیسی: Simone Bonalumi؛ زادهٔ ۲۳ دسامبر ۱۹۹۴) بازیکن فوتبال اهل ایتالیا است.